# Konstantin Kuchayev
Konstantin Kuchayev (en russe : Константин Витальевич Кучаев), né le 18 mars 1998 à Riazan en Russie, est un footballeur international russe. Il joue au poste de milieu offensif au CSKA Moscou.

## Biographie

### Carrière en club
Konstantin Kuchayev est né à Riazan en Russie. Il est formé par le CSKA Moscou. Le 2 avril 2017, il fait sa première apparition dans la Premier-Liga, face au Krylia Sovetov Samara. Il entre en jeu à la place d'Aleksandr Golovine ce jour-là, et son équipe s'impose sur le score de deux buts à un.
Le 12 septembre 2017, Kuchayev dispute sa première rencontre de Ligue des champions face au Benfica Lisbonne, à l'occasion d"un match de groupe. Il entre en jeu ce jour-là et les siens s'imposent (1-2). C'est lors de la même campagne de Ligue des champions que Kuchayev inscrit son premier but en professionnel, le 27 septembre de la même année contre un adversaire prestigieux, Manchester United. Alors que son équipe est déjà menée de quatre buts, il sauve l'honneur en inscrivant le seul but des siens, le dernier de la partie.
Il est victime au mois de mai 2018 d'une rupture de ligament croisé au genou gauche qui le tient éloigné des terrains pendant tout le début de la saison 2018-2019. Faisant son retour dans l'effectif au mois de novembre, il dispute trois rencontres avant la trêve hivernale qui le voit cette fois subir une blessure au ménisque mettant un terme à sa saison de manière anticipée. Il dispute 34 rencontres lors de l'exercice suivant sans marquer le moindre but.
Son début de saison 2020-2021 est particulièrement remarqué, le mois d'août le voyant marquer quatre buts, dont son tout premier en première division face au FK Khimki le 8 août (victoire 2-0), et délivrer une passe décisive lors des six premières journées du championnat. Cette performance lui vaut d'être élu meilleur joueur de la compétition pour ce même mois.
Le 26 janvier 2022, Kuchayev est prêté au Rubin Kazan pour la deuxième partie de la saison 2021-2022.

### Carrière internationale
Konstantin Kuchayev participe avec l'équipe de Russie des moins de 17 ans à la coupe du monde des moins de 17 ans en 2015. Il joue deux matchs dans cette compétition.
Konstantin Kuchayev joue son premier match avec l'équipe de Russie espoirs le 14 novembre 2017, lors d'un match face à l'Italie. La Russie s'incline sur le score de trois buts à deux ce jour-là.
Konstantin Kuchayev honore sa première sélection avec l'équipe nationale de Russie le 12 novembre 2020 lors d'un match amical contre la Moldavie. Il entre en jeu à la place d'Alekseï Ionov et les deux équipes se neutralisent (0-0).

## Statistiques
| Saison                | Club                  | Championnat           | Championnat | Championnat | Coupe(s) nationale(s) | Coupe(s) nationale(s) | Compétition(s) continentale(s) | Compétition(s) continentale(s) | Compétition(s) continentale(s) | Total | Total |
| Saison                | Club                  | Division              | M.          | B.          | M.                    | B.                    | Comp.                          | M.                             | B.                             | M.    | B.    |
| 2016-2017             | CSKA Moscou           | D1                    | 2           | 0           | -                     | -                     | -                              | -                              | -                              | 2     | 0     |
| 2017-2018             | CSKA Moscou           | D1                    | 21          | 0           | 1                     | 0                     | C1+C3                          | 6+6                            | 1+0                            | 34    | 1     |
| 2018-2019             | CSKA Moscou           | D1                    | 3           | 0           | -                     | -                     | C1                             | 2                              | 0                              | 5     | 0     |
| 2019-2020             | CSKA Moscou           | D1                    | 25          | 0           | 3                     | 0                     | C3                             | 6                              | 0                              | 34    | 0     |
| 2020-2021             | CSKA Moscou           | D1                    | 21          | 6           | -                     | -                     | C3                             | 4                              | 0                              | 25    | 6     |
| 2021-2022             | CSKA Moscou           | D1                    | 13          | 0           | 2                     | 1                     | -                              | -                              | -                              | 15    | 1     |
| 2022-2023             | CSKA Moscou           | D1                    | 7           | 2           | 3                     | 1                     | -                              | -                              | -                              | 10    | 3     |
| Sous-total            | Sous-total            | Sous-total            | 92          | 8           | 9                     | 2                     | -                              | 24                             | 1                              | 125   | 11    |
| 2021-2022             | Rubin Kazan (prêt)    | D1                    | 8           | 1           | 2                     | 0                     | -                              | -                              | -                              | 10    | 1     |
| Total sur la carrière | Total sur la carrière | Total sur la carrière | 100         | 9           | 11                    | 2                     | -                              | 24                             | 1                              | 135   | 12    |